# 磐城塙駅
磐城塙駅（いわきはなわえき）は、福島県東白川郡塙町大字塙字宮田町にある、東日本旅客鉄道（JR東日本）水郡線の駅である。

## 歴史
- 1931年（昭和6年）10月10日：開業[2]。
- 1980年（昭和55年）11月1日：貨物の取り扱いを廃止[2]。
- 1983年（昭和58年）6月1日：水郡線のCTC化により、無人化[3]。荷物の扱いを廃止（ただし、新聞紙に限り、到着特別扱小荷物として存続）[4]。行き違い設備は存続し、駅舎内で地方公共団体に乗車券発売を委託した簡易委託駅となる。
- 1984年（昭和59年）2月1日：到着特別扱小荷物（新聞紙）を廃止[2]。
- 1987年（昭和62年）4月1日：国鉄分割民営化により、JR東日本の駅となる[2]。
- 1993年（平成5年）10月13日：現駅舎が完成[5]。

## 駅構造
相対式ホーム2面2線を有する地上駅である。互いのホームは跨線橋で連絡している。保線機器用の側線がある。
水郡線統括センター（常陸大子駅）管理の簡易委託駅である。駅舎は、塙町コミュニティプラザと合築となっている。円形の建物がいくつか連なった木造平屋建てとなっている。また、現駅舎の竣工より1年以上早く、1992年（平成4年）4月1日に開館していた塙町立図書館と一体化した形で接続されている。1995年度（平成7年度）のグッドデザイン賞、第6回ブルネル賞（1996年〈平成8年〉）小駅部門奨励賞を受賞している。

### のりば
| ホーム | 路線    | 方向 | 行先               |
| ------ | ------- | ---- | ------------------ |
| 駅舎側 | ■水郡線 | 下り | 郡山方面           |
| 反対側 | ■水郡線 | 上り | 常陸大子・水戸方面 |

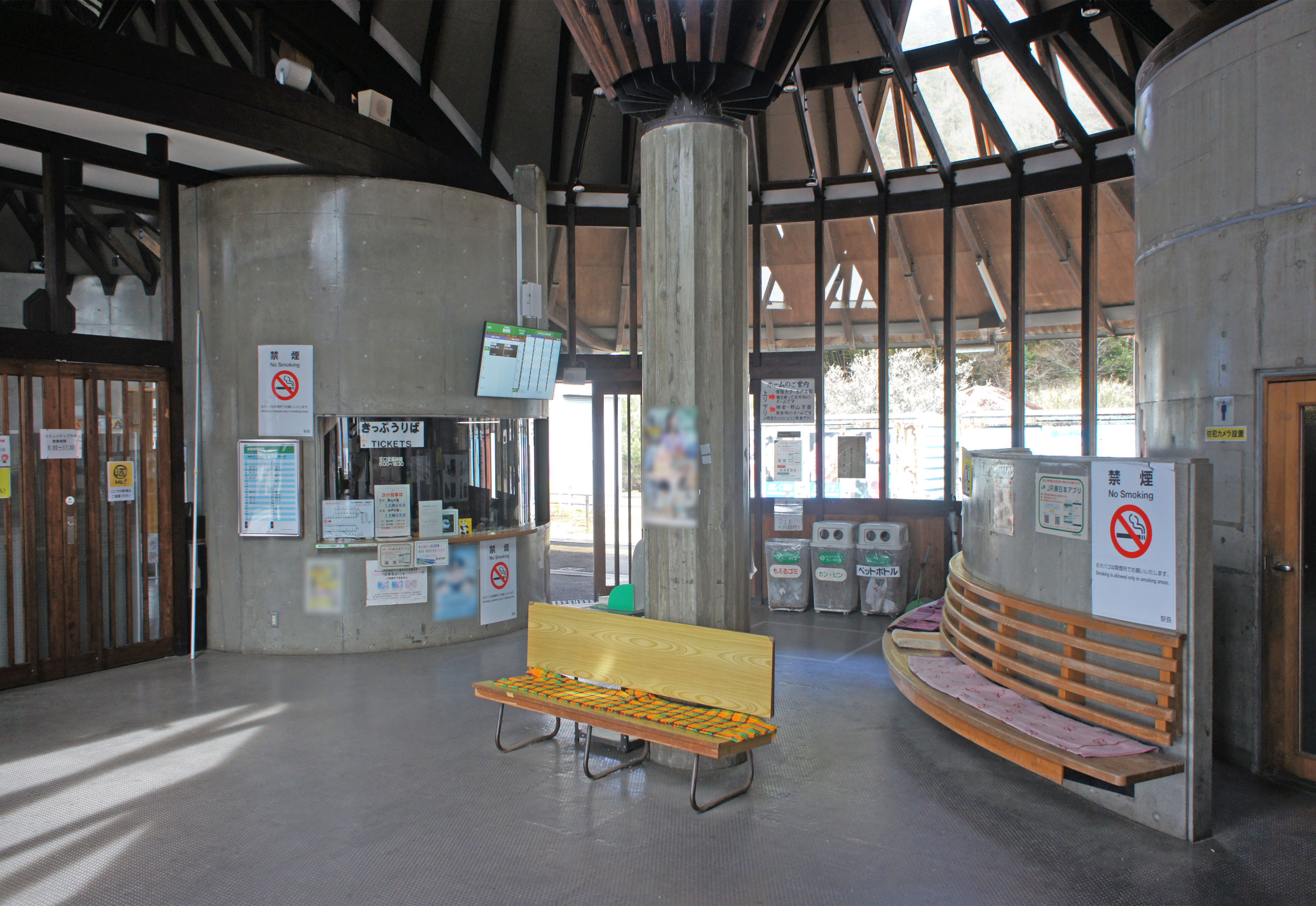
コンコース（2022年3月）
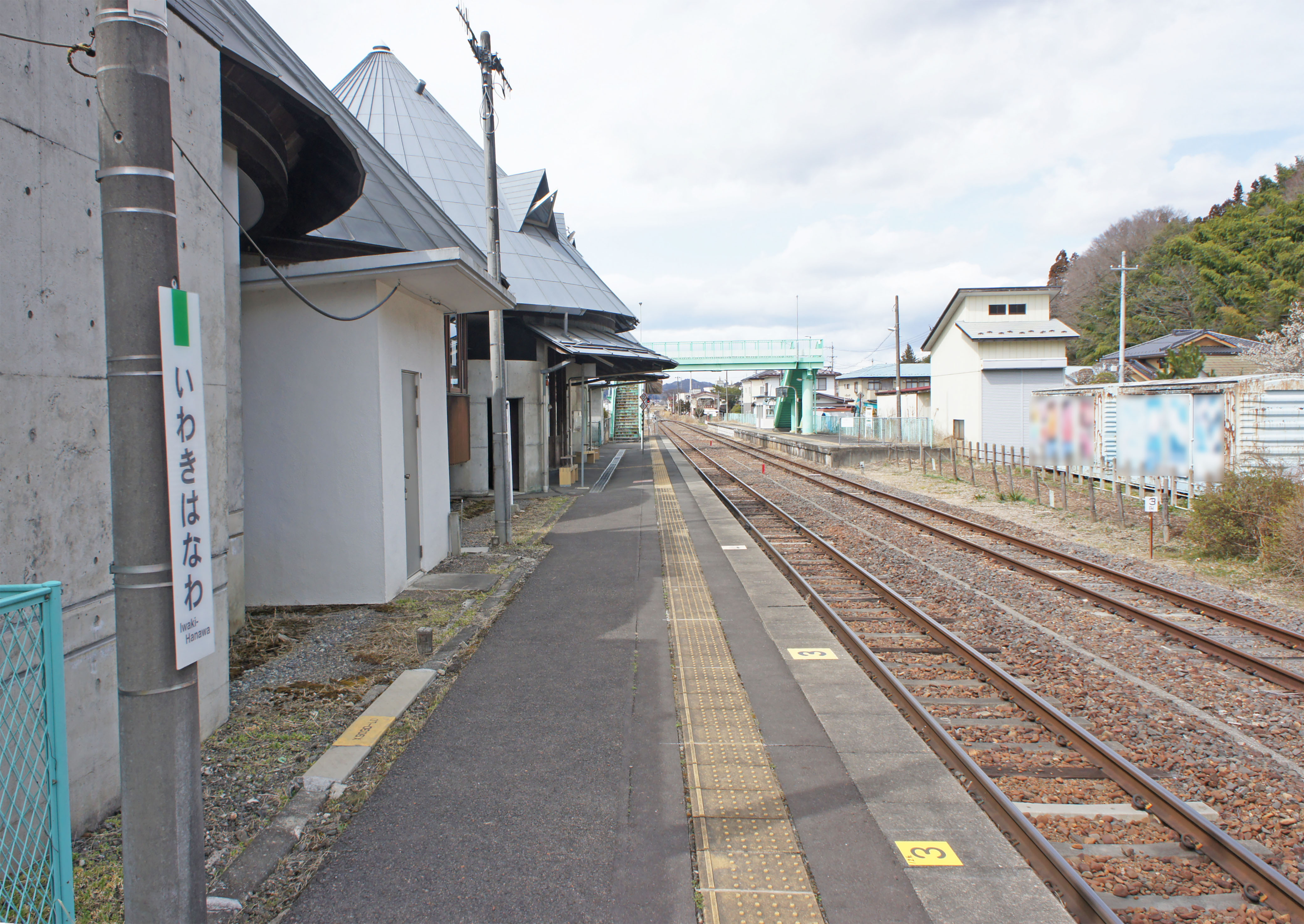
ホーム（2022年3月）

## 利用状況
JR東日本によると、2023年度（令和5年度）の1日平均乗車人員は127人である。
2001年度（平成13年度）以降の推移は以下のとおりである。
| 1日平均乗車人員推移 | 1日平均乗車人員推移 | 1日平均乗車人員推移 | 1日平均乗車人員推移 | 1日平均乗車人員推移 |
| 年度                | 定期外              | 定期                | 合計                | 出典                |
| ------------------- | ------------------- | ------------------- | ------------------- | ------------------- |
| 2001年（平成13年）  |                     |                     | 398                 | [ 利用客数 2 ]      |
| 2002年（平成14年）  |                     |                     | 394                 | [ 利用客数 3 ]      |
| 2003年（平成15年）  |                     |                     | 361                 | [ 利用客数 4 ]      |
| 2004年（平成16年）  |                     |                     | 361                 | [ 利用客数 5 ]      |
| 2005年（平成17年）  |                     |                     | 330                 | [ 利用客数 6 ]      |
| 2006年（平成18年）  |                     |                     | 302                 | [ 利用客数 7 ]      |
| 2007年（平成19年）  |                     |                     | 273                 | [ 利用客数 8 ]      |
| 2008年（平成20年）  |                     |                     | 278                 | [ 利用客数 9 ]      |
| 2009年（平成21年）  |                     |                     | 274                 | [ 利用客数 10 ]     |
| 2010年（平成22年）  |                     |                     | 276                 | [ 利用客数 11 ]     |
| 2011年（平成23年）  |                     |                     | 260                 | [ 利用客数 12 ]     |
| 2012年（平成24年）  | 50                  | 215                 | 265                 | [ 利用客数 13 ]     |
| 2013年（平成25年）  | 47                  | 194                 | 242                 | [ 利用客数 14 ]     |
| 2014年（平成26年）  | 45                  | 160                 | 205                 | [ 利用客数 15 ]     |
| 2015年（平成27年）  | 46                  | 167                 | 213                 | [ 利用客数 16 ]     |
| 2016年（平成28年）  | 44                  | 167                 | 211                 | [ 利用客数 17 ]     |
| 2017年（平成29年）  | 41                  | 155                 | 197                 | [ 利用客数 18 ]     |
| 2018年（平成30年）  | 37                  | 150                 | 188                 | [ 利用客数 19 ]     |
| 2019年（令和元年）  | 31                  | 137                 | 169                 | [ 利用客数 20 ]     |
| 2020年（令和02年）  | 22                  | 126                 | 148                 | [ 利用客数 21 ]     |
| 2021年（令和03年）  | 25                  | 123                 | 149                 | [ 利用客数 22 ]     |
| 2022年（令和04年）  | 27                  | 108                 | 136                 | [ 利用客数 23 ]     |
| 2023年（令和05年）  | 28                  | 99                  | 127                 | [ 利用客数 1 ]      |

## 駅周辺
- 塙町立図書館 - 駅舎と一体化
- 塙町役場
- 塙郵便局
- 久慈川
- 川上川（福島県）
- 国道118号
- 福島県道・茨城県道27号塙大津港線
- 福島県道175号磐城塙停車場線
- 福島県道230号矢祭山八槻線
- 羽黒山
- 福島県南環境衛生センター
- 棚倉警察署塙駐在所
- 福島交通棚倉出張所塙車庫

### バス路線
福島交通「塙駅前」停留所があり、磐城棚倉駅・東館駅・佐ケ草・矢塚・呼石・鮫川・出戸方面への路線が発着している。

## 隣の駅
東日本旅客鉄道（JR東日本）
■水郡線
磐城石井駅 - 磐城塙駅 - 近津駅

### 記事本文
1. 1 2 3  『週刊 JR全駅・全車両基地』 42号 水戸駅・常陸太田駅・高萩駅ほか74駅、朝日新聞出版〈週刊朝日百科〉、2013年6月9日、26頁。
2. 1 2 3 4 5  石野哲（編）『停車場変遷大事典 国鉄・JR編 Ⅱ』（初版）JTB、1998年10月1日、442頁。ISBN 978-4-533-02980-6。
3. ↑  「「通報」●水郡線常陸青柳駅ほか13駅の駅員無配置について（旅客局）」『鉄道公報』日本国有鉄道総裁室文書課、1983年6月1日、2面。
4. ↑  「日本国有鉄道公示第35号」『官報』第16896号1983年6月1日。
5. 1 2 3 4  「水郡線磐城塙駅の合築駅舎完成」『交通新聞』交通新聞社、1993年10月21日、1面。
6. ↑  「Gマークに5車種、2施設」『交通新聞』交通新聞社、1995年10月16日、3面。
7. ↑  宮城, 利久「地方線区の活性化―JR東日本の取り組み（特集：鉄道の地域経営―JR旅客鉄道4社の「営業部」「鉄道部」等の歩みから）」『運輸と経済』第57巻第4号、交通経済研究所、1997年4月、17-21頁、doi:10.11501/2637879、2022年12月9日閲覧。
8. 1 2  “JR東日本：駅構内図・バリアフリー情報（磐城塙駅）”.   東日本旅客鉄道. 2024年11月20日閲覧。

### 利用状況
1. 1 2  “各駅の乗車人員（2023年度）”.   東日本旅客鉄道. 2024年7月21日閲覧。
2. ↑  “各駅の乗車人員（2001年度）”.   東日本旅客鉄道. 2019年3月1日閲覧。
3. ↑  “各駅の乗車人員（2002年度）”.   東日本旅客鉄道. 2019年3月1日閲覧。
4. ↑  “各駅の乗車人員（2003年度）”.   東日本旅客鉄道. 2019年3月1日閲覧。
5. ↑  “各駅の乗車人員（2004年度）”.   東日本旅客鉄道. 2019年3月1日閲覧。
6. ↑  “各駅の乗車人員（2005年度）”.   東日本旅客鉄道. 2019年3月1日閲覧。
7. ↑  “各駅の乗車人員（2006年度）”.   東日本旅客鉄道. 2019年3月1日閲覧。
8. ↑  “各駅の乗車人員（2007年度）”.   東日本旅客鉄道. 2019年3月1日閲覧。
9. ↑  “各駅の乗車人員（2008年度）”.   東日本旅客鉄道. 2019年3月1日閲覧。
10. ↑  “各駅の乗車人員（2009年度）”.   東日本旅客鉄道. 2019年3月1日閲覧。
11. ↑  “各駅の乗車人員（2010年度）”.   東日本旅客鉄道. 2019年3月1日閲覧。
12. ↑  “各駅の乗車人員（2011年度）”.   東日本旅客鉄道. 2019年3月1日閲覧。
13. ↑  “各駅の乗車人員（2012年度）”.   東日本旅客鉄道. 2019年3月1日閲覧。
14. ↑  “各駅の乗車人員（2013年度）”.   東日本旅客鉄道. 2019年3月1日閲覧。
15. ↑  “各駅の乗車人員（2014年度）”.   東日本旅客鉄道. 2019年3月1日閲覧。
16. ↑  “各駅の乗車人員（2015年度）”.   東日本旅客鉄道. 2019年3月1日閲覧。
17. ↑  “各駅の乗車人員（2016年度）”.   東日本旅客鉄道. 2019年3月1日閲覧。
18. ↑  “各駅の乗車人員（2017年度）”.   東日本旅客鉄道. 2019年3月1日閲覧。
19. ↑  “各駅の乗車人員（2018年度）”.   東日本旅客鉄道. 2019年7月21日閲覧。
20. ↑  “各駅の乗車人員（2019年度）”.   東日本旅客鉄道. 2020年7月16日閲覧。
21. ↑  “各駅の乗車人員（2020年度）”.   東日本旅客鉄道. 2021年7月28日閲覧。
22. ↑  “各駅の乗車人員（2021年度）”.   東日本旅客鉄道. 2024年11月20日閲覧。
23. ↑  “各駅の乗車人員（2022年度）”.   東日本旅客鉄道. 2023年7月10日閲覧。